# レンピ・マリア・ロトヴィウス
レンピ・マリア・ロトヴィウス（Lempi Maria Rothovius、1887年10月2日 - 2000年6月17日）は、フィンランド歴代最高齢の人物である。死去時点で北欧歴代最高齢であったが、現在はスウェーデンのアストリッド・サキリソンが歴代最高齢となっている。

## 略歴
1887年、ピルカンマー県に両親の3番目の子供として生まれる。父は王室御用達の商館長であったカールロ・フリドリン・スパーフヴェンだった。一家は1885年にトゥルクから引っ越してきたばかりで、1910年以前にはサロカーロクシーと名前を変えていた。幼少期はピアノと芸術を学んでいた。ビジネスカレッジヘルシンキを卒業後銀行で働き、戦前ごろにはナショナル・エクイティ・バンクで支店長を務めていた。1885年生まれのスロ・リハルト・ロトヴィウスと結婚したが、リハルトがいつ死去し未亡人となっていたかはわかっていない。
その後は保健所の職員として働き、その一方、故郷で小学生のための寮を経営していた。晩年は主に娘とともに生活していた。文学やクラシックを好んでいたという。80歳の頃より自身の記憶などから、19世紀のことを回想する日記を執筆していた。
2000年6月17日、112歳259日で死去。